# Korea Football Association
Die Korea Football Association (koreanisch 대한축구협회 Daehan Chukgu Hyeophoe) ist der im Jahr 1933 gegründete Fußballverband von Südkorea. Der Verband organisiert die Spiele der Fußballnationalmannschaft und ist seit 1954 Mitglied im Kontinentalverband AFC sowie seit 1948 Mitglied im Weltverband FIFA. Außerdem organisiert sie die südkoreanischen Fußballwettbewerbe.

## Wettbewerbe
Der KFA stehen bzw. standen folgende Wettbewerbe unter:

### Eingestellte
- Korea Cup
- Korean National Football Championship
- Korean President’s Cup
- Südkoreanischer Ligapokal
- Südkoreanischer Fußball-Supercup

### Aktive
- K League 1
- K League 2
- Korea National League
- K3 League
- U-League
- R-League
- K League Junior
- Korean FA Cup

## Nationalmannschaften
Die KFA unterhält folgende Nationalmannschaften:

### Herren
- Südkoreanische Fußballnationalmannschaft
- Südkoreanische Fußballnationalmannschaft (U-23-Männer)
- Südkoreanische Fußballnationalmannschaft (U-20-Männer)
- Südkoreanische Fußballnationalmannschaft (U-17-Junioren)
- Südkoreanische Futsalnationalmannschaft
- Südkoreanische Beachsoccer-Nationalmannschaft

### Frauen
- Südkoreanische Fußballnationalmannschaft der Frauen
- Südkoreanische Fußballnationalmannschaft (U-20-Frauen)
- Südkoreanische Fußballnationalmannschaft (U-17-Juniorinnen)
- Südkoreanische Futsalnationalmannschaft der Frauen

## Auszeichnungen
Die KFA verleiht nahezu jedes Jahr diese Auszeichnungen an Fußballspieler und Spielerinnen:

### Fußballer des Jahres
- 1969 Kim Ho
- 1970: Lee Hoe-taik
- 1971: Kim Jung-nam
- 1972: Park Lee-chun
- 1973: Cha Bum-kun
- 1974: Byun Ho-young
- 1975: Kim Ho-gon
- 1976: Choi Jong-duk
- 1977: Cho Young-jeung
- 1978: Kim Jae-han
- 1979: Park Sung-hwa
- 1980: Lee Young-moo
- 1981: Cho Kwang-rae
- 1982–2009: Zwischenzeitlich nicht durchgeführt
- 2010: Park Ji-sung
- 2011: Ki Seung-yueng
- 2012: Ki Seung-yueng
- 2013: Son Heung-min
- 2014: Son Heung-min
- 2015: Kim Young-gwon
- 2016: Ki Seung-yueng
- 2017: Son Heung-min
- 2018: Hwang Ui-jo
- 2019: Son Heung-min
- 2020: Son Heung-min
- 2021: Son Heung-min
- 2022: Son Heung-min
- 2023: Kim Min-jae[1]

### Fußballerin des Jahres
- 2010: Ji So-yun
- 2011: Ji So-yun
- 2012: Jeoun Eun-ha
- 2013: Ji So-yun
- 2014: Ji So-yun
- 2015: Cho So-hyun

## Erfolge
- Fußball-Weltmeisterschaft

Teilnahmen: 1954, 1986, 1990, 1994, 1998, 2002, 2006, 2010, 2014
- Fußball-Asienmeisterschaft

Teilnahmen: 1956 (Gewinner), 1960 (Gewinner), 1964, 1972, 1980, 1984, 1996, 2000, 2004, 2007, 2011, 2015